# Ruben Schaken
Ruben Schaken (* 3. dubna 1982, Amsterdam) je nizozemský fotbalový obránce a bývalý reprezentant surinamského původu, v současnosti hráč klubu ADO Den Haag.

## Reprezentační kariéra

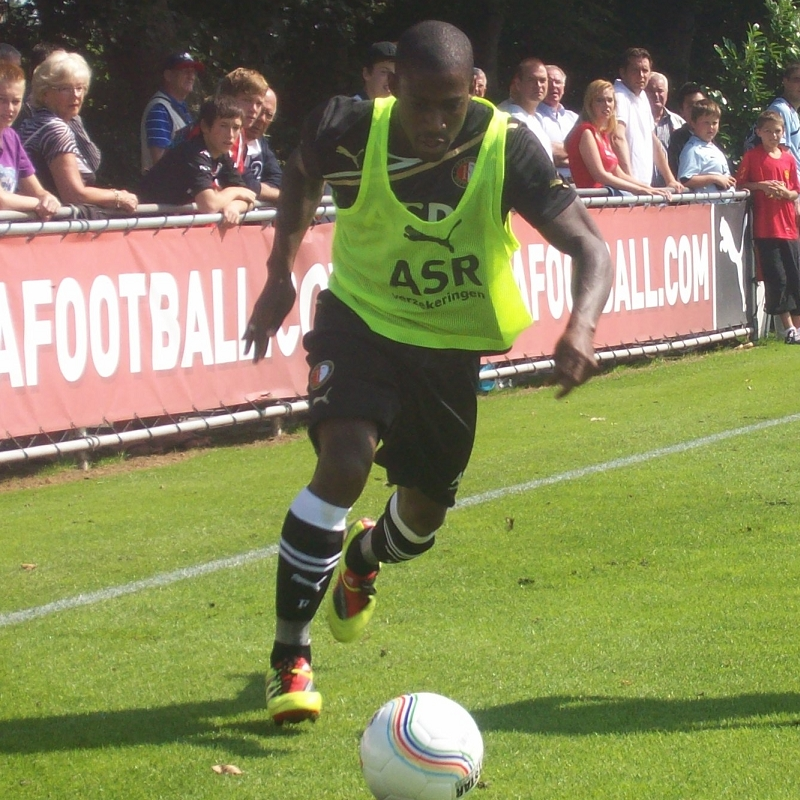
Ruben Schaken

Ruben Schaken debutoval v A-týmu Nizozemska pod trenérem Louisem van Gaalem 12. října 2012 v kvalifikačním utkání proti Andoře, ve kterém gólem přispěl k výhře 3:0.